# Dan (rzeka w Izraelu)
Dan (hebr. דן, arab. اللدان, Al-Liddan) – rzeka w północnym Izraelu, największy z dopływów Jordanu.
Źródła znajdują się w Tel Dan.